# فوغاس دي مونكلوس
بلدية فوغاس دي مونكلوس (بالكاتالانية: Fogars de Montclús) هي إحدى بلديات مقاطعة برشلونة، والتي تقع في منطقة كاتالونيا، شرق إسبانيا.
يبلغ عدد سكانها 448 نسمة وفقاً لإحصائية سنة (2007).